# 気泡緩衝材

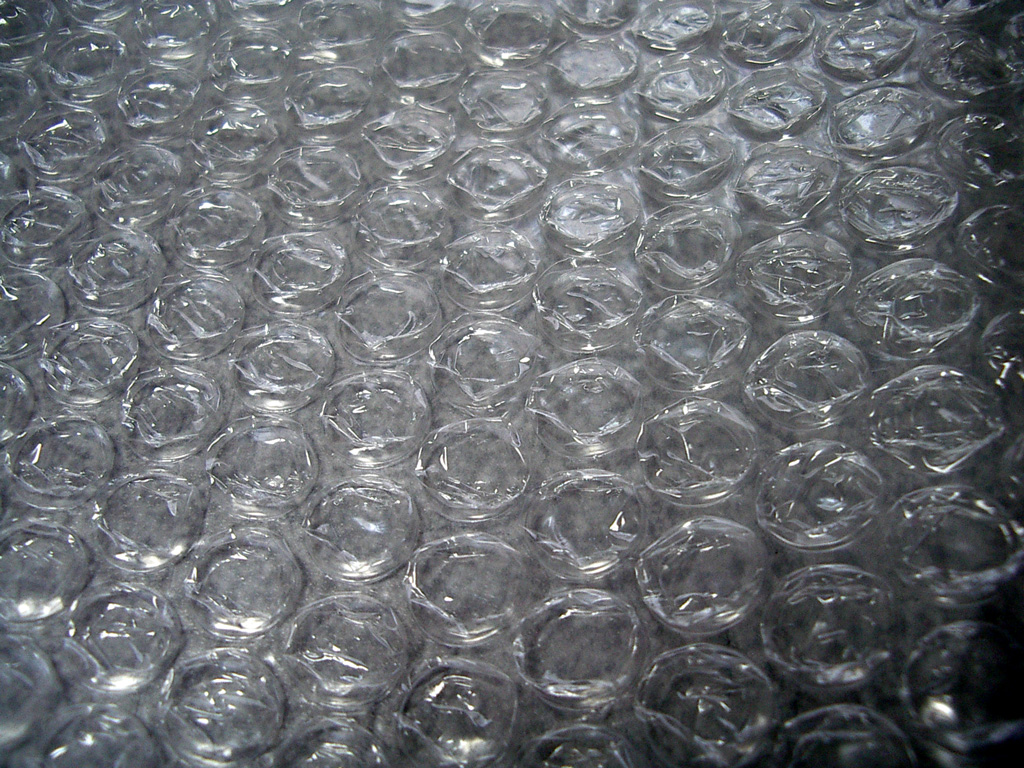
気泡緩衝材

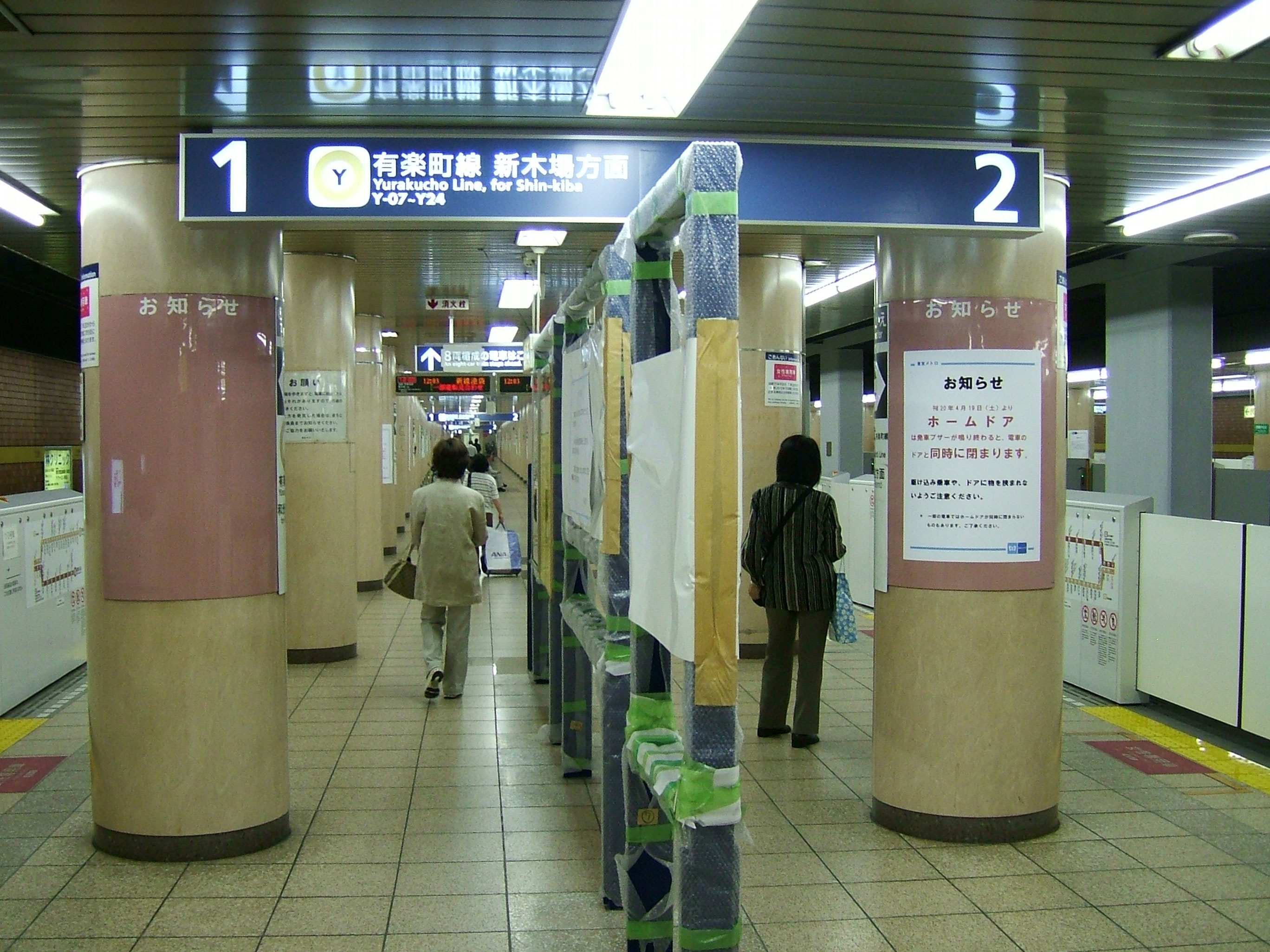
使用例

気泡緩衝材（きほうかんしょうざい）は、包装等に使用される緩衝材の1つ。様々な呼称や商標については後述。

## 歴史
アメリカのエアープロダクツ社がプールシート用に製造したのが始まり。
1957年、2人の技術者（アルフレッド・フィールディング、マーク・カヴァネス）が偶然から発明したものである。2人は簡単に清掃できる壁紙を作ろうと考え、紙の上に布地の模様をつけたビニールをかぶせた壁紙を開発しようとしたが、その際に誤ってビニールに気泡ができてしまったことから気泡緩衝材が誕生した。2人はシールド・エア・コーポレーションを1960年に設立しており、「Bubble Wrap」はこの会社の登録商標になっている。

## 構造
2枚のポリエチレンシートから成り、一方のシートを成型した円柱状の突起の中に空気を閉じ込め、その空気圧で緩衝材の機能を実現している。現在は様々なタイプのものがある。
通常、突起部の方を内側にして商品を包むが、メーカーによるとどちらでも可能とのこと。

## 商標と製造企業
メーカーによって「プチプチ」「エアキャップ」「ミナパック」「エアパッキン」「エアクッション」「エアマット」「キャプロン」「エアーバック」等の商標が、一般名称のように使われている。
- プチプチ - 川上産業株式会社の登録商標（登録番号 第2622392号）
- エアーキャップ - 酒井化学工業株式会社の登録商標（登録番号 第2703891号）
- エアピロン - 川上産業株式会社の登録商標（登録番号 第5460924号、第5924805号）
- ミナパック - 酒井化学工業株式会社の登録商標（登録番号 第4355138号）
- キャプロン - 株式会社ジェイエスピーの登録商標（出願番号 商願2006-29699）
- エコロガード - もりや産業株式会社
- エアセルマット - 株式会社和泉
- サンマット - 北海道サンプラス株式会社

## プチプチの日
上述した「プチプチ」の商標権を保有している川上産業が2000年に定めた記念日で、毎年8月8日である。突起を2つ合わせた姿がアラビア数字の8を連想させることや、突起を潰す時の音「パチパチ」と「88」（「パチパチ」と読める）の語呂合わせから定められた。

## メーカー
- 宇部フィルム
- 川上産業
- シールドエアージャパン[注 1]
- 酒井化学工業株式会社[注 2]
- 株式会社ジェイエスピー[注 3]
- もりや産業株式会社[注 4]
- 株式会社和泉[注 5]
- 北海道サンプラス株式会社[注 6]
- 豊ファインパック株式会社[1]